# Niżni Staw Spiski
Niżni Staw Spiski (słow. Nižné Spišské pleso, Dolné Spišské pleso) – staw położony na wysokości 2000 m n.p.m., w Dolinie Pięciu Stawów Spiskich (górna część Doliny Małej Zimnej Wody), w słowackich Tatrach Wysokich. Pomiary pracowników TANAP-u z lat 60. XX w. wykazują, że ma on powierzchnię 0,710 ha, wymiary 145 × 86 m i głębokość ok. 4,2 m. Leży na zachód od Schroniska Téryego, w małej kotlince opadającej do dolnych partii Dolinki Lodowej. Jest to jeden z Pięciu Stawów Spiskich, pozostałe to: Zadni Staw Spiski, Mały Staw Spiski, Wielki Staw Spiski i Pośredni Staw Spiski.

## Szlaki turystyczne
Czasy przejścia podane na podstawie mapy.
  – zielony szlak od Schroniska Zamkovskiego dnem Doliny Małej Zimnej Wody do Schroniska Téryego (przechodzi w pobliżu północnego brzegu stawu), stąd dalej razem ze szlakiem żółtym i po jego odłączeniu na Lodową Przełęcz, skąd dalsza droga prowadzi aż do Jaworzyny Tatrzańskiej.
- Czas przejścia od Schroniska Zamkovskiego do Schroniska Téryego: 1:45, ↓ 1:20 h
- Czas przejścia od Schroniska Téryego na Lodową Przełęcz: 1:30 h, ↓ 1:20 h
- Czas przejścia z przełęczy do Jaworzyny: 4 h, ↑ 5 h

  – żółty szlak, biegnący początkowo razem z zielonym, potem przechodzący w jednokierunkowy szlak przez przełęcz Czerwoną Ławkę do Doliny Staroleśnej (przechodzi w pobliżu północnego brzegu stawu).
- Czas przejścia ze Schroniska Téryego na Czerwoną Ławkę: 1:30 h
- Czas przejścia z przełęczy do Schroniska Zbójnickiego: 1:45 h

## Przypisy

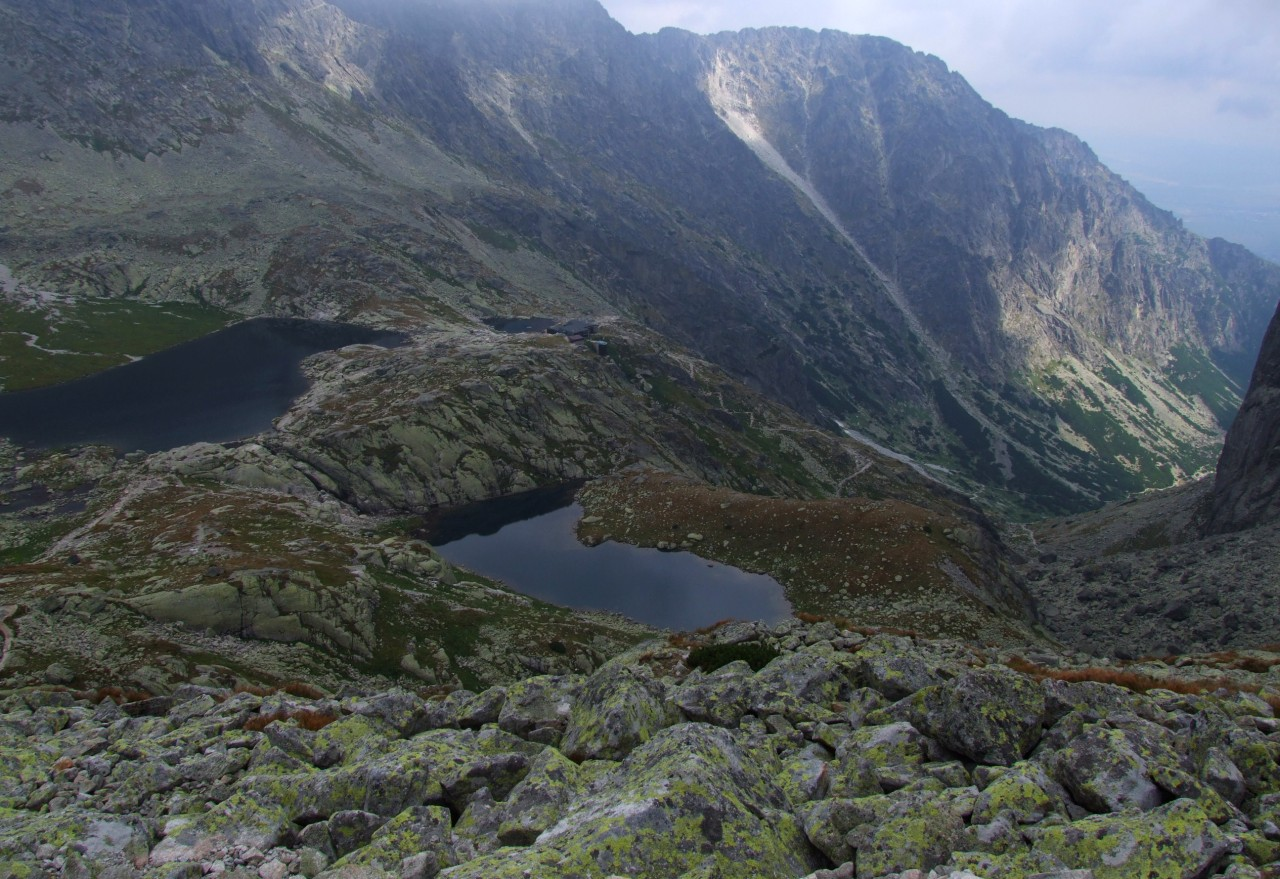
Z lewej strony Pośredni, z prawej Niżni Staw Spiski